# Медико-историјски музеј Централног хигијенског завода у Београду
Медико-историјски музеј Централног хигијенског завода у Београду као једна од муезолошких установа у Краљевини Југославији основан је 1938. или 1937. године, у склопу медицинско-историјских активности и проучавање народног живота у свим аспектима повезаним са здрављем Централног хигијенског завода у Београду, који се поред наведеног бавио и питањем теоријске и примењене хигијене и социјалне медицине, производњом серума и вакцина и руковођењем хигијенском и епидемиолошком службом у целој Краљевини Југославији.

## Услови који су преткодили оснивању Музеја
Потреба Српских лекара да сакупе и сачувају предмете у вези са здрављем и болешћу, који ће касније бити од корсити будућим генерацијама лекара, али и стручњацима из других области природних наука, јавила се  након ослобођења дела територија Србије од утицаја Османског царства. Овим потребама претходио је некоконтинуирани развој колекционарења појединаца, у коме су власници колекције препознавали вредност сакупљених предмета, и тако развијали свест  о културној баштини.
Потреба за колекционирањем медицинских збирки уобличавала се кроз 19. и прву половину 20. века, а била је покренута тежњом за очувања здравља, пре свега кроз боље:
- упознавање анатомије тела,
- разумевања физиолошких процеса и целокупног света природе.

У том историјском раздобљу јавио се и први облик организованог, институционализованог колекционирања, као претходник првих музеја у Кнежевини и Краљевини Србији а потом и у Краљевини Југославији до почетка Другог светског рата.
Као што је развој патолошке анатомије и хирургије, утицао на развој медицинске мисли у Србији, тако су и развој историје медицине, хигијене, а затим и социјалне медицине као научних дисциплина, били покретачи идеја, да се сакупе и сачувају предмети у вези са здрављем и болешћу, у прво врема као наконтинуирани облик развијања колекционирања. Из тог колекционарења појединаца проистекло је оснивање одговарајућих музеја историје медицине, патологије, хигијене, који су касније имали значајан утицај и на формирање здравствено-просветних музеја у Србији.
Музеји историје медицине који су настали у Кнежевини Србији, затим и Краљевини Србије, а потом и Краљевини Југославије, требало је у будућности да буду  центри за изучавање историје медицине, што су својим постојањем у каснијем периоду то и доказали. У тој мисији, међу првима у Србији, био је Медико-историјски музеј Централног хигијенског завода, који је имао велику улогу у развоју ове области.
Како за разлику, од многих страних медицинских факултета, који су при факултетској катедри имали своје музеје за историју медицине, београдски Медицински факултет није то имао, а требало је да има Музеј  историје медицине. Будући да су ти музеји претежно настајали у другој половини 19. века и првој половини 20. века, у односу на време оснивања, Медико-историјски музеј припада групи раније основаних музеја историје медицине.
Из Медико-историјски музеј Централног хигијенског завода у Београду, као првог те врсте у Србији настали су Здравствено-просветни музеји широм Србије, управо у време највећег развоја активности музеја исте врсте у европским земљама, што се у првом реду односи на Немачки хигијенски музеј у Дрездену који је у 20. веку био референтна музејска установа у области здравственог просвећивања. Истраживањем је у утврђено да су по узору, на музеј у Дреаздену (иако у далеко скромнијим размерама), формирана два музеја у Србији:
- Здравствени музеј
- Музеј за хигијену Централног хигијенског завода у Београду.[8]

## Историја
Медико-историјски музеј Централног хигијенског завода у Београду, основан је, у највећој мери, залагањем др Ристе Јеремића, који је након пензионисања дошао у Београд на позив др Стевана Иванића директора Централног хигијенског завода и у оквиру Социјално-медицинског одељења Завода, у првом новообразовном центар за изучавање историје медицине у Србији, био хонорарно ангажован као експерт за историју медицине. У оквиру овог одељења, уз подршку др Стевана Иванића, 1937. године он је формирао је Медико-историјски музеј, први музеј историје медицине у Србији, око којег се окупила група истраживача различитих професија (лекара, етнолога, историчара и филолога).
Музеј је јако кратко радио, јер је након нешто више од две године од његовог оснивања наступио Други светски рат, када су замрле све активностуи музеја
По ослобођењу Југославије нова комунистичка власт, са другојачијим виђењем организације здравства, није била заинтересована за наставак  рада музеја, тако да до средине 1950-их музеј није радио.
Ипак, пут који је трасирао Медико-историјски музеј у погледу чувања културног и научног наслеђа из области медицине и изучавања медицинске прошлости, био је препознат и настављен 1955. године, када је у оквиру Секције за историју медицине и фармације Српског лекарског друштва основан „Музеј српске медицине Српског лекарског друштва” у Београду.

## Смештај
Музеј је био смештен у главној згради Централног хигијенског завода, у источном крилу зграде, у две просторије на првом спрату.

## Намена
Медико-историјском музеј, као и након Другог светског рата основан Музеј санитета НОБ-а, имали су функцију „база за изучавање“;
- Медико-историјски музеј — који је био први „центар“ за изучавање историју медицине у Србији, по томе се разликовао од других српских музеја медицине, чија је делатност била претежно сабирање, чување и излагање предмета са својствима културног добра. Истраживања у области историје медицине у овом музеју била су примењивана у селекцији предмета за музејске фондове.[12]
- Музеј санитета НОБ-а — намњен за изучавања ратних санитетских искустава.

## Музејски фонд
У погледу формирања музејског фонда, уочава се да је нагласак био на сабирању писаних историјских извора, док је мања пажња поклањана тродимензионалним предметима. Иако је можда и постојала идеја да Музеј у будућности буде отворен за ширу јавност, то се вероватно није догодило у кратком периоду његовог постојања.
У музејском фонду до Другог светског рата налазли су се следеће збирке и појединачни предмети:
- план некадашњег Карантина у Алексинцу;
- планови карантина у Славонском Броду (21 слика) и Дубровнику (1 слика);
- слика Земунске градске болнице;
- слика Јустинијановог водовода у Скопљу;
- хируршко-берберски инструменти и прибор из старих апотека у Војводини, из друге половине 18. века;
- старе медицинске књиге публиковане од друге половине 18. века (138 књига) и
- „документа и наредбе здравственог карактера од прве половине 19. века, већи број у оригиналу“.[13]

Поред наведених, у Музеју је било и предмета који су били Јеремићева својина, као што је ковчежић са оперативно одстрањеним мокраћним каменцима. Збирку каменаца је Јеремић формирао у првој и другој деценији 20. века, док је био на дужности шефа Хируршког одељења Болнице у Тузли.
Након смрти др Милана Јовановића Батута 1940. године, као посебна збирка Музеју је предат његов радни кабинет у којем су се налазиле књиге, документи, одликовања, лични предмети и друго.
У погледу формирања музејског фонда, уочава се да је нагласак био на сабирању писаних историјских извора, док је мања пажња поклањана тродимензионалним предметима. Иако је можда и постојала идеја да Музеј у будућности буде отворен за ширу јавност, то се вероватно није догодило у кратком периоду његовог постојања.

## Престанак рада Музеја
Музеј је, након Другог светског рата, доживео исту судбину као и његови претходници – расформирањем, иако се из писма које је поводом оснивања Секције за историју медицине и фармације Српског лекарског друштва др Јеремић упутио др Владимиру Станојевићу 1950. године, може закључи да је 
Музеј био поштеђен разарања и пљачке у току Другог светског рата али да га је та судбина ипак снашла по Ослобођењу, јер је Завод, нечија пакосна воља 1945/46. годину делом растурила, делом уништила....
 Том приликом није дошло само до укидања Музеја већ и до раздвајање збирки, па чак и губитак поједних експоната. 
Институција у којој је постојао и која је после рата била реорганизована у складу са потребама нове државе (Демократске Федеративне Југославије, а затим од новембра 1945. Федеративне Народне Републике Југославије) више није била заинтересована за његово очување. Тако је и могло да се догоди да поједини музејски предмети буду разбацани у подрумским просторијама зграде, а затим и да мобилијар Батутовог кабинета, уместо да се посебно чува као културно добро, буде сматран оптерећењем радног простора.